# Abies guatemalensis
Espèce
Statut de conservation UICN

 EN A2acd; B2ab(i,ii,iii,iv,v) : En danger
Abies guatemalensis est une espèce de plantes de la famille des Pinaceae. C'est un sapin menacé d’extinction vivant dans les régions montagneuses du Guatemala, du sud du Mexique, du Honduras et du Salvador à une altitude de 2 000 à 4 000 mètres.

## Taxonomie
Abies guatemalensis Rehder possède plusieurs noms vernaculaires : sapin du Guatemala, abeto de Guatemala, pacachaque, sapin pashaque, pinabete, pinabere et romerillo,. La description du genre a été faite en 1936 par Rehder qui séparait Abies guatemalensis du seul genre de sapin en Amérique centrale Abies religiosa. Depuis lors, Abies guatemalensis a été divisé en sept variétés :
- Abies guatemalensis var. guatemalensis Rehder
- Abies guatemalensis var. tacanensis (Lundell) Martínez
- Abies guatemalensis var. jaliscana Martínez
- Abies guatemalensis var. longibracteata Z. Debreczy et I. Rácz
- Abies guatemalensis var. ixtepejiensis Silba
- Abies guatemalensis var. rushforthii Silba
- Abies guatemalensis var. tamaulipasensis Silba

Une étude récente suggère qu’Abies guatemalensis n’est pas une espèce à part entière puisqu’elle n’est pas différentiable au niveau morphologique d’Abies hickelii et Abies religiosa. Ils proposent donc de fusionner à nouveau ces trois espèces sous le nom original d’Abies religiosa. Abies guatemalensis deviendrait Abies religiosa subsp. mexicana (Martínez) U. Strandby, K.I.Chr. & M. Sørensen 
.

## Morphologie
Abies guatemalensis est un arbre de grande taille pouvant atteindre une hauteur de 35 à 40 mètres à maturité et un diamètre à hauteur de poitrine (DHP) de 1,0 à 1,5 mètre. Il a un port conique, un tronc droit présentant une écorce lisse gris-brun qui devient écailleuse lorsque l’arbre vieillit. Ces branches poussent de façon plus ou moins horizontale et celles inférieures courbent vers le bas. Ces rameaux rectilignes vont du rouge-brun à presque noir et sont parsemés de quelques poils bruns. Ces feuilles sont de courtes aiguilles de 1,2 à 5,5 cm en longueur et 1,2 à 2,0 mm en largeur qui sont disposées sur deux rangs à angle droit avec le rameau. Les stomates forment deux bandes blanches sur le dessous de la feuille. Le strobile strobile mâle jaunâtre mesure 2,0 à 2,5 cm et il est produit latéralement sur les jeunes branches. Les cônes femelles sont cylindriques-oblongs et atteignent 8 à 12 cm en longueur et 4,0 à 5 en diamètre. Le rachis du strobile du cône femelle est persistant et brun-noir. La forme des écailles des graines varie d’oblongue à réniforme (voir : Forme foliaire. Les bractées sont cunées ou obovées avec un apex tronqué légèrement denticulé mesurant 1,2 à 1,7 cm. Les graines d’un brun pâle sont également cunées ou obovées et mesurent 8 à 9 mm, alors que leurs ailes mesurent de 10 à 23 mm de longueur par 10 à 21 mm de largeur.

## Distribution
Abies guatemalensis est le représentant le plus méridional du genre Abies. On le retrouve au Mexique dans les états du Chiapas, Guerrero, Hidalgo, Jalisco, Oaxaca et Tamaulipas. Au Guatemala, il est dans les départements de Chimaltenango, Sololá, El Progreso, Huehuetenango, Jalapa, Quetzaltenango, Quiché, San Marcos et Totonicapán. Au Honduras, il a été découvert dans les départements de Copán, Lempira, Ocotepeque ainsi que dans Santa Bárbara. Au Salvador, les seules mentions proviennent de Chalatenango.
La forêt de conifères montagneuse qui contient Abies Guatemalensis couvre une superficie 25 812 ha au Guatemala, mais seulement 4 % de celle-ci est dominée par l’espèce. Les forêts de ce type sont particulièrement fragmentées avec 80 % qui ont une superficie inférieure à 100 ha et même 55 % inférieure à 25 ha. Les trois plus grandes populations au Guatemala sont respectivement 16 500 ha dans la municipalité de Totonicapán, 2700 ha à Todos Santos et 1300 ha dans la Sierra de las Minas

## Niche écologique
Abies guatemalensis se retrouve entre 1200 et 3 600 m d’altitude, mais il préfère de 2400 à 3 400 m. Les montagnes d’Amérique centrale ont un climat océanique frais et humide. Abies guatemalensis nécessite au moins 1 000 mm de précipitations annuelles pour croître bien que la majorité des populations reçoivent entre 1500 et 3 000 mm. On le retrouve principalement sur les versants nord et dans les vallées humides, ce qui laisse supposer qu’il tolère mal la sécheresse. Il semble préférer les sols bien drainés d’origine volcanique et de profondeur moyenne alors qu’il a une grande tolérance pour le pH (5,8 à 9,2). Il a une croissance annuelle moyenne de 0,39 à 0,46 mètre par année et de 0,56 à 0,69 cm par année en diamètre dans des peuplements âgés de 49 à 71 ans.

## Types de peuplements
Abies guatemalensis forme rarement des peuplements monospécifiques, car il est généralement assez dispersé. En effet, il est associé à plusieurs autres conifères des montagnes dont Abies religiosa, Cupressus lusitanica, Pinus ayacahuite, Pinus hartwegii, Pinus michoacana, Pinus montezumae et Pinus pseudostrobus. À de plus basses élévations, on le retrouve avec Arbutus sp, Juniperus sp et Quercus sp. Dans les forêts ouvertes, on le voit avec Arbutus xalapensis, Baccharis vaccinioides, Cestrum guatemalense (es), Litsea glaucescens, Rubus trilobus, Salvia cinnabarina et Sambucus mexicana .

## Facteurs biotiques et abiotiques limitants
Bien qu’aucune étude ne le montre, Abies guatemalensis semble tolérant au gel puisque presque chaque nuit la température tombe sous le point de congélation de novembre à février à une élévation supérieure à 2200 au Guatemala. L’espèce semble plutôt épargnée par les maladies bien que quelques cas de ravageurs tels le dendroctone (Dendroctonus sp.) et Megastigmus sp. sont documentés. Une nouvelle espèce de puceron du genre Mindarus cause la distorsion des nouvelles pousses ainsi que du tort aux plantations d’Abies guatemalensis. Ce ravageur pourrait devenir un véritable problème, si de grandes plantations monospécifiques font leur apparition,

## Diversité génétique
La diversité génétique intra population est grande chez Abies guatemalensis contrairement à ce que l’on pensait au début des années 2000, ce qui est une bonne nouvelle pour la santé de l’espèce puisque les risques de dérive génétiques sont moindres. Au niveau de la diversité inter population, elle est relativement faible si on exclut certaines populations isolées, ce qui porte à croire qu’une bonne stratégie de conservation serait de protéger les populations centrales, mais également les populations périphériques,.

## Utilisation
Les Mayas avaient déjà modérément défriché les hautes terres du Guatemala et du Mexique lors de l’arrivée des Espagnols. Ceux-ci ont accéléré la déforestation afin de construire des bâtiments. Les populations d’Abies guatemalensis sont restées en santé relative jusqu’aux années 1950 où elles ont été abusivement exploitées à l’exception de certains sites nationaux où la coupe était interdite.
Le tronc droit et le bois plutôt mou rendre l’espèce particulièrement attrayante pour la construction, la fabrication de bardeaux et d’outils, de même que pour le bois de chauffage. Une utilisation plus récente pour les arbres de Noël et autres décorations vient menacer les peuplements restant, car la coupe illégale des branches de sapins est une activité rentable au Guatemala. Les branches sont coupées illégalement en forêt et sont ramenées en villes où elles sont attachées à une perche de bois afin d’être vendues sous forme d’arbre semi-naturel. Environ 100 000 de ces arbres semi-naturels furent vendus en 2005. Pour lutter contre cette contrebande, une cinquantaine de plantations couvrant une superficie de 167 ha produisent des arbres de noël certifiés, mais seulement environ 2 % des consommateurs les utilisent parce qu’ils sont plus dispendieux,,

## Régénération naturelle
La Régénération naturelle d’Abies guatemalensis est presque nulle dans les zones anthropisées, mais lorsque le broutage, la coupe du bois et le piétinement sont nuls, on retrouve de nombreux semis. En effet, le sapin du Guatemala produit en moyenne 320 recrus par hectare au Guatemala. Sa régénération est plus efficace à mesure que l’altitude augmente et par conséquent les peuplements à basse altitude ont très peu de régénération. Elle est également reliée avec l’augmentation du pH du sol, de la quantité de calcium dans le sol, de la quantité de matière organique et de la quantité d’azote 
Abies guatemalensis a un meilleur taux de survie et de croissance en milieu ouvert alors que dans une forêt fermée avec peu de lumière incidente qui se rend au sol, il a de la difficulté à se régénérer. Il semble donc dépendant des trouées naturelles ou celles créées par l’homme pour se régénérer. Dans un but de conservation, choisir des milieux ouverts ou maintenir artificiellement une couverture de la canopée de 80 à 85 % pour les plantations semble une stratégie efficace lorsque la banque de graines est suffisante,.

## Méthodes de culture
Les cônes sont matures de la fin novembre à la mi-décembre. Leur récolte dans un but de conservation doit se faire avant la maturité puisqu’ils se désagrègent à ce moment. Les cônes matures sont vert foncé ou violet, ils présentent des exsudats de résines et les ailes des graines deviennent jaunes. Les cônes récoltés avant la maturité doivent être entreposés à l’obscurité pour une période allant jusqu’à 8 semaines pour compléter la maturation des graines. Ensuite, on doit retirer les ailes des graines en les frottant délicatement dans une poche en tissu. Pour un entreposage à long terme, il est préférable de les laisser sécher 6 heures au soleil afin de diminuer leur humidité. Le pourcentage de germination de graines fraiches varie de 4 à 15 % selon les études, alors qu’il diminue à 2 % pour des graines sèches. Il est possible d’augmenter la survie des graines en utilisant une méthode de stratification froide et humide qui consiste à humidifier légèrement les graines et les placer dans un sac de plastique perforé à 2 à 3 °C durant 4 semaines. Par la suite, il faut les faire sécher quelques heures et les entreposer à nouveau 8 semaines entre 2 et 3 °C. Ce processus augmente la germination à 30 % et une application de gibbérelline peut l’augmenter à 37 %,,. Il a également été montré que le succès de germination décroît avec l’augmentation de l’altitude et de la latitude. Il faut en moyenne de 4 à 8 ans avant qu’un sapin soit récolté pour le marché du sapin de Noël.

## Conservation
Abies guatemalensis est une espèce considérée comme menacée par le gouvernement Mexicain. Depuis 1979, le « US Fish and Wildlife Service » le considère menacé sur toute son aire de répartition. À la suite de la recommandation du « Conifer Specialist Group », il a été placé sur la liste rouge des espèces en danger de l'IUCN en 1997
. Le bûchage est interdit et l’espèce est sur la liste de la CITES Appendix II ce qui restreint grandement son commerce au niveau international. Elle est aussi considérée comme menacée par le FAO. Tous les peuplements restants sont protégés et la coupe est interdite,,.

## Perspective future
Compte tenu de la forte augmentation démographique prévue durant les 30 prochaines années en Amérique Centrale, les pressions sur Abies guatemalensis ne cesseront d’augmenter, tant au niveau des coupes pour le bois de chauffage que pour défricher les terres agricoles. Dans cette optique, Abies guatemalensis est une espèce susceptible de disparaître. L’établissement de plantations communautaires permettant la reforestation et garantissant un revenu aux communautés par la vente de sapin de Noël et d’artisanat semble une avenue prometteuse.